# Вилхелм Кајтел
Вилхелм Бодевин Јохан Густав Кајтел (Хелмшроде, 22. септембар 1882 — Нирнберг, 16. октобар 1946) је био немачки генералфелдмаршал, високи војни званичник Немачке у Другом светском рату.

## Детињство и младост
Вилхелм Кајтел рођен је 22. септембра 1882. у месту Хелмшроде, у грофовији Брауншвајг, као син Карла Кајтела, земљопоседника, и Аполоније Висеринг. По завршетку школовања у Гетингену, кренуо је на остваривање војне каријере 1901, и постао Fahnenjunker (кадетски официр). Године 1909. жени се са Лисом Фонтен, ћерком богатог земљовласника. Заједно су имали шесторо деце, од којих је једно умрло у раном детињству. У Првом светском рату Кајтел је служио на Западном фронту. У септембру 1914. током борбе у Фландрији, Кајтел је задобио озбиљну повреду подлактице.
Опоравио се и 1915, када је послат у Виши немачки генералштаб. По завршетку Првог светског рата остао је у новонасталом Рајхсверу, и играо је значајну улогу у организацији Фрајкора на пољској граници. Кајтел је такође служио као дивизијски официр генералштаба и предавао је две године у војној школи у Хановеру.
У другој половини 1924. премештен је у Министарство одбране. Убрзо је унапређен на позицију шефа организационог одељења. Ту позицију је задржао и након доласка Хитлера на власт 1933. Кајтел је 1935, на препоруку Вернера фон Фрича, постао вођа и заповедник новонасталог Вермахтa.

## ОКВ и Други светски рат
Године 1937, Кајтел је унапређен у генерала, а исте те године, и то мало пре почетка афере Бломберг-Фрич и замене Министарства одбране ОКВ-ом, Кајтел је постављен на позицију начелника ОКВ-a. То није било никакво политичко постављање, напротив сам Бломберг је Хитлеру рекао: "Он је само човек који води моју канцеларију". То је Хитлеру и те како ишло на руку. Након завршетка Француске кампање 1940, Кајтел је унапређен у генералфелдмаршала, као и још неколицина Хитлерових генерала.
Током Другог светског рата, Кајтел се показао као слаб и опрезан: покушао је да наговори Хитлера да одустане од инвазије на Француску и противио се Операцији Барбароса. Оба пута се супротставио Хитлеру лично и тражио је оставку: Фирер му ју је одбио дати. Године 1942. поновно се супротставио Хитлеру, и то како би бранио фелдмаршала фон Листа, чија се војска покушавала извући од бесмислене и крваве борбе на Кавказу. Кајтелова одбрана фон Листа била је последњи чин у којем се он супротставио Хитлеру, јер од тада више није имао примедбу нити на једну Фирерову наредбу, нити му је противречио. Његове колеге су му се због свега тога обраћале са Лакајтел (Мали улизица). Потписао је многе наредбе сумњиве легалности по законима рата, од којих је најпознатија озлоглашено Комесарско наређење, и дао Химлеру слободне руке у спровођењу своје расне политике и спровођењу терора у освојеним руским територијама. Такође је позната његова заповест о убијању свих заробљених француских пилота, чланова Нормандско-Нименске јединице, који су се борили у или за Совјетски Савез, уместо да буду третирани као ратни заробљеници. Такође је потписао наредбу за стрељање 100 Срба за једног убијеног немачког војника због устанка у Србији. Кајтел је такође био важна личност у заташкавању преврата који је требало да се догоди после Јулске завере 1944, чији је задатак био да убије Хитлера и промени тренутну хијерархију у војсци. Он је такође седео у Суду части који је предао многе официре, укључујући и фелдмаршала фон Вицлебена, Фрајслеровом озлоглашеном Фолксгерихтсхофу.

## Након Другог светског рата
Дана 8. маја 1945, генерал Кајтел је потписао немачку предају Црвеној армији. Четири дана након тога, Кајтел је ухваћен и послат пред Међународни војни суд, где је осумњичен да је починио следеће злочине: завера за чињење злочина против мира, ратни злочини и на крају злочини против човечности. МВС је одбио Кајтелову одбрану да је он само пратио наредбе у сагласности са Фирерпринципом. У складу са одбијањем, он је оптужен по свим тачкама оптужнице. Да би појачали утисак криминалне, а не војне, природе Кајтелових дела, Савезници су одбили његов захтев за стрељањем те су га уместо тога обесили. Његове последње речи су биле:
Позивам Свемоћнога Бога да има милости према немачком народу. Више од 2 милиона војника отишло је у своју смрт за домовину пре мене. Сада следим своје синове - све за Немачку.

## Занимљивости
- У филму Хитлер, последњи дани Вилхелма Кајтела игра Дитер Ман.
- Као војном службенику, Кајтелу је било законом забрањено да се придружи НСДАП-у. Након успеха на руском фронту, сам Хитлер (који је хтео да повеже војни и политички успех) му је уручио „Златно“ (Почасно) чланство у НСДАП-у. Године 1944, закон о томе је промењен и војни службеници су подстицани да се придруже НСДАП-у. Кајтел је изјавио да је то и формално учинио, но никада није службено примљен у странку. Вилхелм Кајтел је једна од само две особе које су добиле почасно чланство у странци.